# Крейглит
Крейгли́т (англ. Craigleith, гэльск. Creag Liath) — небольшой остров вулканического происхождения в Шотландии.
Лежит в заливе Ферт-оф-Форт в полутора килиметрах к северу от гавани города Норт-Берик. Высота до 24 м. Входит в состав области Восточный Лотиан. Название в переводе с гэльского — Серая скала.
На острове обитают колонии морских птиц — большие бакланы, хохлатые бакланы, кайры, тупики и другие.